# Сугаки (Винницкая область)
Суга́ки (укр. Сугаки) — село на Украине, находится в Могилёв-Подольском районе Винницкой области.
Население по переписи 2001 года составляет 1664 человека. Почтовый индекс — 24031. Телефонный код — 4337.
Занимает площадь 4,8 км².

## Религия
В селе действует храм преподобного Симеона Столпника Могилёв-Подольского благочиния Могилёв-Подольской епархии Украинской православной церкви.

## Адрес местного совета
24031, Винницкая область, Могилёв-Подольский р-н, с. Сугаки Ленина, 7